# Zsuzsa Kartal
Dans le nom hongrois Kartal Zsuzsa, le nom de famille précède le prénom, mais cet article utilise l’ordre habituel en français Zsuzsa Kartal, où le prénom précède le nom.
Zsuzsa Kartal, née Zsuzsa Hajnal le 5 février 1947 à Budapest – morte le 11 mai 2011 dans la même ville, est une écrivain, critique littéraire et traductrice hongroise. Elle est la fille de Gábor Hajnal et la nièce d’Anna Hajnal.

## Œuvres
- Így döntöttem (1976)
- Körözés (1980)
- Tulipán és orgonaszó (1986)